# Dragon Age
Dragon Age è una serie di videogiochi di ruolo a tema fantasy sviluppata da Bioware e pubblicata da Electronic Arts a partire dal 2009.

## Ambientazione
L'universo immaginario di Dragon Age trae ispirazione dalla tradizione fantasy europea; esso si sviluppa in un'ambientazione che si colloca all'interno del continente del Thedas, un tempo sotto il dominio dell'Impero Tevinter (ispirato all'Impero Romano) ma frammentatosi dopo molte guerre. Oltre agli esseri umani, nell'universo immaginario di Dragon Age si muovono anche nani, giganti, elfi, demoni e draghi e due razze originali create apposta per la serie: Qunari e Prole Oscura.
L'universo è il classico mondo fantasy composto da varie razze e creature immaginarie, in cui la magia ha una forte influenza sulla vita e anche sull'economia del continente. La magia infatti è praticata da maghi e streghe, ciò viene visto con disprezzo perché molte volte questi ultimi sfruttano le loro abilità magiche per infrangere il ciclo naturale della vita,  causando un razzismo verso i maghi che vengono visti addirittura come una razza a sé stante. Tutte le razze possono imparare ad utilizzare la magia ad eccezione dei nani. Negli altri continenti quando una persona sviluppa una certa maestria con la magia viene inviata verso la Torre dei Maghi per imparare a padroneggiarla ma allo stesso tempo non può più uscire per molti anni facendo diventare la torre una sorte di prigione. I maghi che non accettano di entrare nella Torre dei Maghi vengono considerati dei fuorilegge e braccati dai Templari, una forza militare addestrata appunto nel sedare e controllare i maghi. I Templari infatti hanno come compito quello di controllare la Torre dei Maghi e se è necessario uccidere un potenziale mago pericoloso. I Templari per riuscire a fronteggiare le arti magiche assumono un liquido chiamato Lyrium, un particolare minerale ricco di magia che se sciolto può essere bevuto. Il Lyrium dona resistenza alla magia, creando tuttavia dipendenza e cambio della personalità. 
Il Lyrium è un minerale molto diffuso nel Thedas e viene spesso usato nelle pratiche magiche o per potenziare i soldati, tuttavia è molto delicato e se non viene trattato da mani esperte può addirittura esplodere. Esiste una variante ancora più pericolosa chiamata Lyrium Rosso, questi rende la persona molto più aggressiva e tende a cambiare in modo fisico anche l'utilizzatore e dona un'incredibile forza e resistenza. Anche se non lo si assume la sola vicinanza o semplicemente il toccarlo cambia il carattere delle persone fino al punto di farle impazzire.
Un'altra particolarità di tale Lyrium Rosso è che crea una sorta di portale verso l'Oblio, il mondo dei demoni, permettendo loro di entrare nel continente.
Il Thedas oltre ad essere diviso in diversi regni è composto da due regni nanici situati nel sottosuolo che sono Orzammar e Kal-Sharok chiamati Thaig. Molti secoli prima c'erano moltissimi thaig ma con l'arrivo della Prole Oscura sono caduti tutti ad eccezione di questi due. I regni nanici erano collegati con delle gallerie chiamate Vie Profonde scavate appunto dai nani. Nessuno le ha mai esplorate tutte e sono talmente vaste e profonde che i nani dicono che possano raggiungere luoghi dimenticati perfino da loro. Con esse è possibile recarsi in ogni zona del Thedas ma quando la Prole Oscura è arrivata ha distrutto tutto e ha reso le Vie Profonde la loro tana trasformandole in un luogo molto pericoloso.

## Gameplay
La serie Dragon Age è una serie di stampo RPG con visuale in terza persona. In ogni capitolo si impersona un protagonista diverso completamente personalizzabile scegliendo il sesso, la razza, la classe e addirittura la voce, solamente in Dragon Age II non si può scegliere la razza e il gioco obbliga a giocare nei panni di un umano. Una volta creato il protagonista egli viaggerà per il continente per svolgere la missione della trama principale e allo stesso tempo reclutare compagni che seguiranno il protagonista in tutta l'avventura.
In ogni capitolo della serie il protagonista ha diversi opzioni di dialogo con i personaggi e solamente in Dragon Age: Origins non parla dopo aver scelto l'opzione di dialogo. Oltre al protagonista anche i compagni che si reclutano possono essere controllati e a loro volta cambiati di equipaggiamento e migliorati con nuove abilità. Si possono conoscere meglio i compagni d'avventura parlando e aumentando il loro legame, e quando si raggiunge un certo grado di amicizia si dovrà svolgere una missione particolare per ognuno di loro, in modi da aumentare la loro stima nei confronti del protagonista. In base alla razza e al sesso che vengono scelti per il protagonista è possibile iniziare una relazione in base ai gusti del personaggio, ad esempio, Morrigan in Dragon Age: Origins può iniziare una relazione con il protagonista se è di sesso maschile a prescindere da quale razza si sceglie.
Il mondo di gioco è semi-open world fino a Dragon Age II ma in Dragon Age: Inquisition si amplia tale concetto riuscendo ad esplorare gran parte del Ferelden e Orlais ovviamente in una zona della mappa ma molto ampia. 
La particolarità della serie è che ogni scelta compiuta ha delle conseguenze sull'andare della trama anche se il finale rimane lo stesso ma si possono vedere gli effetti nei capitoli successivi. All'inizio di Dragon Age II è possibile importare i salvataggi del primo capitolo, così facendo tutte le scelte compiute influenzeranno la trama, stesso discorso per Dragon Age: Inquisition, infatti le scelte compiute nei capitoli precedenti cambieranno alcune dinamiche della trama e ruoli di certi personaggi.

## Storia
Dragon Age: Origins venne annunciato all'Electronic Entertainment Expo del 2004 e pubblicato nel 2009. Nel 2011 invece viene pubblicato il secondo capitolo intitolato Dragon Age II mentre nel 2014 il terzo capitolo intitolato Dragon Age: Inquisition. Nel 2022 viene annunciato il quarto capitolo chiamato Dragon Age: The Veilguard in uscita nel 2024.

## Videogiochi

### Capitoli principali

#### Dragon Age: Origins(2009)
Dragon Age: Origins è stato pubblicato nel 2009 per Windows, PlayStation 3 e Xbox 360.
Il territorio del Ferelden è minacciato dalla Prole Oscura che, guidata dall'Arcidemone, dà inizio al Quinto Flagello; i Custodi Grigi sono gli unici in grado di sconfiggerla, ma solo il protagonista e Alistair sono rimasti in vita e, infatti, insieme cominciano a creare un esercito per affrontare i loro nemici.

#### Dragon Age II(2011)
Dragon Age II è stato pubblicato nel 2011 per Windows, PlayStation 3 e Xbox 360.
Il nano Varric narra le vicende del Campione di Kirkwall chiamato Hawke. Quando il Quinto Flagello si abbatte sul territorio del Ferelden, Hawke fugge insieme alla sua famiglia nei Liberi Confini, presso la cittadina di Kirkwall, dove trascorrerà sette anni diventandone il Campione.

#### Dragon Age: Inquisition(2014)
Dragon Age: Inquisition è stato pubblicato nel 2014 per Windows, PlayStation 4 e Xbox One.
Nel cielo si spalanca un enorme varco, che a sua volta provoca l'apertura di piccole brecce nel territorio del Ferelden dalle quali fuoriescono molti demoni. Il protagonista è l'unico in grado di chiudere le brecce e con l'Inquisizione cercherà di cacciare i demoni e rispedirli nel loro mondo.

#### Dragon Age: The Veilguard (2024)
Inizialmente annunciato con il titolo Dragon Age: Dreadwolf, poi fu presentato a giugno 2024 con un nuovo titolo Dragon Age: The Veilguard, e pubblicato il 31 ottobre 2024.

### Spin-off

#### Dragon Age Journeys(2009)
Dragon Age Journeys era un browser game basato su Flash del 2009 sviluppato da EA2D. Un collegamento a Dragon Age: Origins

#### Dragon Age: Legends(2011)
Dragon Age: Legends è stato pubblicato nel 2011 come browser game su Facebook e google+ il gioco è ambientato in parallelo di Dragon Age II.

#### Heroes of Dragon Age(2013)
Heores of Dragon Age è stato pubblicato nel 2013 per Android e iOS.
Nel videogioco devono essere affrontate alcune mappe che ripercorrono gli avvenimenti più importanti nella storia del Thedas; alcuni fatti sono già stati presentati nei tre titoli principali della serie.

#### Dragon Age: The Last Court(2014)
Un gioco per browser gratuito rilasciato nel novembre 2014, con il suo gameplay incentrato sul pescare carte e sulla gestione delle risorse. Ambientato tra gli eventi di Dragon Age II e Dragon Age: Inquisition.

## Personaggi
La serie conta numerosi personaggi giocabili e secondari. Qui sotto sono elencati le pagine dei personaggi dei capitoli principali.

## Altri media

### Romanzi
- Dragon Age: Il trono usurpato (2009)
- Dragon Age: La chiamata (2009)
- Dragon Age: Asunder (2011)
- Dragon Age: L'impero delle maschere (2014)
- Dragon Age: Last Flight (2014)
- Dragon Age: Hard in Hightown (2018)
- Dragon Age: Tevinter Nights (2020)

### Fumetti
- Dragon Age: Origins (2010)
- Dragon Age: Origins - Awakening (2010)
- Dragon Age: The Revelation (2010)
- Dragon Age (2011)
- Dragon Age: The Silent Grove (2012)
- Dragon Age: Those Who Speak (2012)
- Dragon Age: Until We Sleep (2013)
- Dragon Age Library Edition (2014)
- Dragon Age: Magekiller (2015)
- Dragon Age: Knight Errant (2017)
- Dragon Age: Deception (2018)
- Dragon Age: Blue Wraith (2020)

### Anime
- Dragon Age: Dawn of the Seeker (2012)
- Dragon Age: Absolution (2022)

## Accoglienza
La rivista Play Generation classificò la serie di Dragon Age, in particolare Dragon Age: Origins e Dragon Age II, come una delle migliori con una strega come protagonista.